# Вечірка в Лас Вегасі
Вечірка в Лас Вегасі — комедійний фільм 2006 року.

## Сюжет
П'ятеро кращих друзів приїхали в світовий центр розпусти Лас-Вегас на вечірку. Стриптизерка, яка зустріла їх в лімузині, виявилася 70-річною старою, а організатор їхньої вечірки — грабіжником банку. Вікенд лише почався!..